# Сублимационный принтер
Сублимационный принтер (термосублимационный принтер) — принтер, печатающий изображение на поверхностях путём внесения твёрдотельного (обычно кристаллического) красителя под поверхность бумаги.

## Принцип работы
Термосублимационная печать основывается на явлении сублимации, переходе вещества из твердого состояния в газообразное, минуя жидкое состояние.
Печатающей головкой термосублимационного принтера является линейка нагревательных элементов. Между головкой и специальной термической фотобумагой протягивается однопроходная красящая лента в виде прозрачной плёнки трёх основных цветов модели RGB. При поступлении задания на печать лента начинает нагреваться; достигнув определённого температурного предела, краска испаряется с плёнки. Поры бумаги при нагреве открываются и легко «схватывают» облачко красителя, после завершения печати — закрываются, надежно фиксируя частички пигмента. Печать осуществляется в три прохода, поскольку красители наносятся на бумагу поочередно. Многие современные модели принтеров завершают печать фотографии дополнительным прогоном, во время которого отпечаток ламинируется для защиты изображения от выцветания и отпечатков пальцев.
Термосублимационная печать позволяет получать фотографии отменного качества. Здесь нет ни растровости, ни полосности, как при печати на струйных принтерах. Кроме того, изображение получается однородным, границы между чернильной каплей и бумагой нельзя разглядеть — по причине отсутствия этой самой капли. Такие фотографии очень стойки к выцветанию, поскольку краска находится не на бумаге, а как бы «впаяна» в неё. Ещё одно преимущество — огромная цветовая палитра, которой располагает пользователь. Чем сильнее нагрета плёнка, тем больше красителя испаряется и переносится на бумагу. Регулируя степень нагрева, можно воспроизвести мельчайшие нюансы цвета — от самых светлых, едва различимых невооружённым глазом, до насыщенных темных.

## Применение
- Печать фотографий. Встречаются аппараты как потребительского класса, предназначенные для бытового использования, так и профессиональные для коммерческой фотопечати, в том числе в составе вендинговых машин для фотопечати;
- Печать на этикетках, бирках и других средствах маркировки. Термосублимационная печать используется для печати на множестве разнообразных материалов, таких как этикетки для пробирок или термоусадочная трубка, для каждого из которых требуется соответствующий краситель, поэтому в принтерах для маркировки все расходные материалы часто объединяются в единый картридж, снимающий с пользователя необходимость подбора расходных материалов;
- Печать на пластиковых картах.

## Преимущества и недостатки
- Сублимационный принтер печатает очень долговечные изображения за счёт того, что краска — твёрдая, и находится под поверхностью бумаги. Защитный слой препятствует испарению краски из-под поверхности.
- Сублимационные принтеры печатают более качественное изображение, чем струйные принтеры при том же уровне разрешения. Это обусловлено тем, что пиксель не имеет четкой границы, поэтому даже под микроскопом не видны «капли». Также качество повышается за счёт возможности смешивать на носителе изображения цвета в достаточно широком диапазоне (до 6 бит каждого из базовых цветов). Наиболее светлые тона формируются в облачке красителя так же естественно, как и более тёмные.
- Сублимационный принтер достаточно дорог, так же, как и расходные материалы к нему.
- К серьёзным проблемам сублимационной печати можно отнести крайне медленный вывод фотографий (фото 10×15 см печатается около минуты) и чувствительность применяемых чернил к ультрафиолету. Однако сейчас вводятся новые типы защитной краски, обеспечивающей защиту от ультрафиолета.